# Wilfred Benaïche
Wilfred Benaïche est un acteur français, né le 1er janvier 1970.

## Filmographie

### Cinéma
- 1988 : Mon ami le traître de José Giovanni : L'employé Bouchons
- 1991 : Transit de René Allio : L'homme bien mis
- 1991 : Ma vie est un enfer de Josiane Balasko : Le cadre
- 1992 : Les Mamies d'Annick Lanoë : Le croque-mort
- 1992 : Loulou Graffiti de Christian Lejalé : Le gardien Jaouenn
- 1994 : Jeanne la Pucelle de Jacques Rivette : Mathieu Mesnage
- 1994 : La Machine de François Dupeyron : Le patient
- 1994 : Lou n'a pas dit non d'Anne-Marie Miéville : François Pasquier
- 1995 : Haut bas fragile de Jacques Rivette : Alfredo
- 1996 : Un héros très discret de Jacques Audiard : Henry Nervoix
- 1996 : Pinocchio de Steve Barron : Henchman
- 1997 : On connaît la chanson d'Alain Resnais : maître d’hotel
- 1997 : Seule d'Érick Zonca (court-métrage)
- 1998 : La Voie est libre de Stéphane Clavier : Bruno
- 1998 : Disparus de Gilles Bourdos : Le commissaire
- 1998 : Les Cachetonneurs de Denis Dercourt : Le clarinettiste
- 1999 : La révolution sexuelle n'a pas eu lieu de Judith Cahen : Le croquemitaine
- 1999 : Rien sur Robert de Pascal Bonitzer  : Igor
- 2002 : La Vérité sur Charlie de Jonathan Demme : Directeur du magasin de jouets
- 2004 : Les Rivières pourpres 2 : les Anges de l'Apocalypse d'Olivier Dahan : Le prêtre apôtre
- 2004 : San-Antonio de Frédéric Auburtin : Le chef de la sécurité
- 2007 : Molière de Laurent Tirard : Jean Poquelin
- 2007 : Le Dernier Gang d'Ariel Zeitoun : Perez
- 2007 : Le Temps d'un regard d'Ilan Flammer : Monsieur Pic
- 2008 : Faubourg 36 de Christophe Barratier : Jeannot
- 2009 : Ex de Fausto Brizzi : Monsieur Giresse
- 2011 : La Femme du Vème de Pawel Pawlikowski : Lieutenand Coutard
- 2012 : Astérix et Obélix : Au service de sa Majesté de Laurent Tirard
- 2012 : L'Homme qui rit de Jean-Pierre Améris : Le juge
- 2013 : L'Écume des jours de Michel Gondry : Le sénéchal
- 2015 : Marguerite et Julien de Valérie Donzelli : Père Marigny
- 2016 : Chocolat de Roschdy Zem : Monsieur Constantine
- 2017 : Bienvenue au Gondwana de Mamane : Riboulet
- 2018 : Comme des garçons de Julien Hallard : membre fédération 1

### Télévision
- 1999 : Maigret chez les riches : le valet de chambre
- 2001 : Le Divin enfant de Stéphane Clavier : Le père Tachard
- 2002 : Nestor Burma, épisode 1 saison 8, La marieuse était trop belle de Laurent Carcélès : Monsieur Claude
- 2004 : Bien agités! de Patrick Chesnais : Gynécologue
- 2005 : Julie Lescaut, épisode 5 saison 14, Instinct paternel d'Alain Wermus : Conservateur
- 2007 : Jeanne Poisson, marquise de Pompadour de Robin Davis : Quesnay
- 2008 : Le Silence de l'épervier : Felipe Serra-Ferrer
- 2009 : La Liste de Christian Faure : Bellone
- 2011 : Les Beaux Mecs (série télévisée) de Gilles Bannier : Tom Balducci
- 2011 : Chez Maupassant : Boule de suif de Philippe Bérenger : Monsieur Carré-Lamadon
- 2012 : Clemenceau d'Olivier Guignard : Édouard Ignace
- 2014 : Dassault, l'homme au pardessus d'Olivier Guignard : Maroselli
- 2015 - 2018 : Au service de la France, série d'Alexandre Courtes : le colonel Maurice Mercaillon
- 2018 : Meurtres en Haute-Savoie de René Manzor : Andrew Lockwood
- 2018 : La Révolte des innocents de Philippe Niang : Le Procureur Gerbault
- 2019 : Capitaine Marleau : Veuves mais pas trop de Josée Dayan : Adrien Popovitch
- 2020 : Il était une fois à Monaco de Frédéric Forestier